# Jaime Candié
Jaime Villar Vázquez, conocido artísticamente como Jaime Candié, (Jerez de la Frontera, Cádiz, 4 de agosto de 1976) es un cantaor flamenco español. 

## Biografía
Jaime Candié nació en 1976 en el barrio de San Pedro, en Jerez de la Frontera, provincia de Cádiz. Comenzó su vida artística a la edad de 15 años. Su primer proyecto musical fue el grupo «Raíces Flamencas». Muchas fueron las actuaciones y homenajes que durante los años de vida del grupo ayudaron a Jaime en su primera etapa de aprendizaje. 
Con 20 años ya trabaja y estudia en el mundo flamenco, en el tablao de "El Tío Parrilla" en Jerez de la Frontera. Durante dos años aprende de la mano del guitarrista Juan Parrilla el arte del cante, especialmente cante para baile y compás. 
En el año 2002 fue su primer viaje a Malta, cantando para baile durante 3 meses. Este mismo año, ya en España, le proponen grabar su primer trabajo discográfico junto al guitarrista Manuel Moreno, «Moraíto Chico». El disco sale a la venta en 2003 con el nombre NeoFlamenco, rico en influencias flamencas como tangos, alegrías, bulerías, etc. 
Ha recorrido Europa en varias ocasiones, destacando su trabajo en:
| Año  | País     | Ciudades                                            |
| ---- | -------- | --------------------------------------------------- |
| 2002 | Alemania | Frankfurt, Núremberg, Stuttgart, Dusseldorf, Berlín |
| 2003 | Suiza    | Zúrich (con la bailaora Domenica Rodríguez), Luzern |
| 2004 | Francia  | Primer Festival de Flamenco de Rennes               |
| 2010 | Alemania | Stuttgart, Tablao «El Cortijo»                      |

Además, ha trabajado con una empresa de cruceros, desde Barcelona, recorriendo toda la costa mediterránea: Mónaco, Italia, Malta, etc.
El año 2005 la discográfica Catalana «Fono cruz», especializada en flamenco, edita el segundo disco llamado Entre Caí y Jerez, muy reconocido en el mundo flamenco.
Desde el año 2006 trabaja con el guitarrista Ramón Trujillo en festivales flamencos, eventos, fiestas de Otoño en Jerez, peñas flamencas, como "El Pescaero", "Camarón de la Isla", "Pepe Alconchel", "Fernando Terremoto", etc. 
Este mismo año empieza a trabajar también con el productor musical y artista Julio de la Rosa, con el tercer trabajo discográfico llamado El síndrome de Ulises banda sonora original de la serie televisiva de Antena 3, y a la vez graba la banda sonora de la película Una palabra tuya, dirigida por Ángeles González-Sinde, con el sello discográfico de la compañía Warner Music. Estos dos trabajos le llevan a recorrer distintos teatros españoles en Madrid, Barcelona, Andalucía, etc. 
En agosto del 2010 destaca en el debut de «Los viernes flamencos», importante certamen de flamenco en la ciudad de Jerez de la Frontera junto a Ramón Trujillo. En octubre y en la misma ciudad celebra un concierto en la Sala Paúl (Espacio Joven Andaluz) en esta misma ciudad.
Lleva muchos años trabajando en peñas y compañías dentro del territorio español, especialmente en la compañía de "Carmen Mota" (Madrid), "La Reina Gitana" (Jerez). Actualmente está trabajando en el cuarto proyecto discográfico.
En mayo de 2019 saca su último sencillo "Mi parisina".

## Discografía
- 2003 Neoflamenco
- 2005 Entre Cai y Jerez
- 2006 BSO El Síndrome de Ulises
- 2006 BSO Una palabra tuya
- 2021 A mi Santiago